# セキツイハウス
『セキツイハウス』は、瀬野反人による日本の漫画。話数の単位は「第○○頸椎」。

## 登場人物

### セキツイハウスの住人
ユキズリ
溶接マスクを着用し、口元を布のマスクで覆っている女性行商人。マスク越しで飲食している。「科学の子」を自称しており「失敗はない」と発言している。
無表情だが面白い話に対して（表情は変わらないが）爆笑する。すすめの発言によれば、たまに自分（自身の体）で人体実験を行っている模様。
立川（たちかわ）
ポニーテールの女性行商人で箱を鎧のように装着している。本人の発言によれば、「勇者の妾の子」「一夜の過ちの結晶だが"祈れば蘇る"命の軽さを受け継いでいる」との事。
すすめ
顔がフランケンシュタインの様なツギハギ・大きな両手で指が4本（右手が機械の様な形状）・下半身がタコの様な形状の女性行商人。本人曰く「モンスターのハーフ」「高校教師と裁判官のハーフ」。「常識の子」を自称しており、セキツイハウスの住人の中では比較的常識人（ただし、店番をサボった立川の首を引き千切るなど、過激な制裁を行っている）。
幽霊とオバケが苦手で、お金が大好き。

### その他の登場人物
ミヤネ
イス子の弟。初登場時はモブの様な見た目であったが、「第1頸椎」でイライザに1度目の告白をした際、彼女からの返事代わりに表示された円グラフで『いいえ』が『はい』を2度上回り、2度の差を逆転させようとセキツイハウスを訪れて手術を受け、攻撃的な目付きと鋼鉄をも貫く強度の尖った髪型が特徴のキャラクターになり、イライザに2度目の告白をしたが今度は『いいえ』が大多数の円グラフを表示され、現在に至る。
イライザ
ジト目が特徴の少女。自称「未来の名探偵」。立川からは「姫」と呼ばれている。
以前住んでいた町で連続殺人事件が発生、犯人不明で住人達が疑心暗鬼に陥り殺し合いに発展、そこに名探偵が現れて事件が解決して以来、探偵に憧れている。（ミヤネ談）
幼なじみの親友
ミヤネの幼なじみの親友。友達が一人もいなかった。初登場時は、ミヤネにセキツイハウスで何を買ったかと問われ「『幼なじみの親友』を買った」と返答した。
恋人は自分で「作ろう」と考え、ユキズリそっくりのゴーレムを作り、ペットにしている。ソトバに「鬱屈しているが生を謳歌している」と評されている。

イス子
ミヤネの姉。雑貨店「いつも屋」を経営している。刺しておける弟が欲しかったらしい。
常連たちが墓の中で経営が傾き、近々閉店を考えていたが、すすめから「商売繁盛」を購入して彼女から3つの提案を受けて店は持ち直した。
ソトバ
訪問販売行商人で自らを「死の商人」と自称している。自殺・殺人用のアイテムを販売している。
商売のために切々町を訪れるが行く先々で断られて最後にセキツイハウスを訪れ、インターホンを探している所にすすめ・立川と遭遇、その後で起きたある出来事が原因で、死に対して恐怖を感じるようになった。
現在は「聖カラオケ図書ねこ弁当電機教会」に入信。教会の近くにテントを設営して勝手に住み込んでいる。
シスターブックマン
「聖カラオケ図書ねこ弁当電機教会」で布教活動等を行っている修道女。ほぼ一貫して目を瞑っている描写がなされている。登場当初はユキズリに「やり手の私は布教のため派遣された」と説明したが、後に「心が邪だから放逐された」事を自ら明かした。
本人曰く「護身やリンゴを裸に剥く為の物」としてバタフライナイフを持ち歩いている。ユキズリからは「ブックマンさん」ソトバからは「シスターさん」と呼ばれている。
マクラハ
生まれつき「毎晩遠足の前日の様に楽しく感じる」体質で、それが原因で不眠症となっている女性。
調布
立川の腹違いの兄。勇者である父からの指示で立川を倒そうとしている。

## 作中用語
セキツイハウス
ユキズリ達の住居兼店舗。顔に見える部分が居住空間。
ミヤネの説明によれば、「町外れの橋のたもとで（ユキズリ、立川、すすめが日替わりで）呼び込み営業を行い、店本体はキャンピングカー」。だがキャンピングカーどころか車にも見えない（利用客のミヤネに「これをキャンピングカーと思った奴の頭すごいな」と評される程の）特徴的な形状をしている。人間の頭蓋骨をそのまま巨大化させたような頭部（ソトバ曰く「残虐形態」）で、普段は球体状のカバー（の様なもの）で覆われている。その形状から、マクラハに「変なキノコ（?）」「自走キノコ」と呼ばれた事がある。
「生きた家」で、自走可能。相手の言葉を理解し感情がある描写がなされている。この「セキツイハウス」から採れる「奇跡の骨髄液」はユキズリ曰く「全てを可能にする」らしい。
切々町（きれぎれちょう）
物語の舞台。歓迎の看板に「木と地面の町」という何もないという事だけを伝えるキャッチコピーが書かれ、ソトバに「まるで過疎の町」「本当に人いないな、もう村でいいなここ」と言われた。死者の埋葬方式は土葬。
いつも屋
雑貨店。地域密着型で客は常連のみ。その常連たちも高齢化により墓の中、加えて立地が悪く店は物理的に傾いていたが、すすめの提案で店はセキツイハウスによって安全な場所に移動させてもらい、すすめがユキズリの開発した薬液を墓場に注入した事で墓の中にいた常連たちが死者復活して、店は永遠の常連を得て持ち直した。
聖カラオケ図書ねこ弁当電機教会
元は普通の教会だった。シスターブックマンが切々町の住人達の需要を多様に満たした事で、教会は流行ったが「祈りの場」から「商業施設」へと変化して、今ではワンストップサービスで様々なものを提供する多目的な施設になった。